# 고삼투압성 고혈당 증후군
고혈당성 고삼투성 비케톤성 혼수(Hyperosmolar hyperglycemic state, HHS)는 당뇨 합병증의 하나이다. 생명을 위협하는 급성 당뇨합병증이며 흔히 제2형 당뇨병의 급성 합병증이다.

## 정의
보통 다음의 검사 및 상태를 보일 때 고혈당성 고삼투성 비케톤성 혼수라고 할 수 있다.
1. 심한 고혈당증으로  혈당이 800mg/dL 이상이며 보통 1000mg/dL 이상이다.
2. 고삼투압 hyperosmolarity이 있어 혈청 삼투압이 350 mOsm/kg이다.
3. 심한 탈수가 온다 이는 포도당의 소변유출, 즉 삼투압성 이뇨로 오는 것이다.

## 역학
대개 나이가 많은 제 2형 당뇨병 (예전의 인슐린 저항성 당뇨, NIDDM)에서 잘 생긴다.

## 예후
서서히 진행, 혼수와 같은 중추신경계 증상과 심한 탈수, 신기능 장애 등이 동반되어  높은 사망률 즉 40-70 %의 사망률을 보인다.

## 증상과 징후
탈수, 열, 저혈압, 빈맥, 얇은 호흡, 신경학적 증상과 징후가 뚜렷하다. 착란, 혼수 등 의식 변화가 있을 수 있다.

## 치료
당뇨병케톤산증과 같이 수액과 인슐린으로 치료한다.